# Yes Sir, I Will
Yes Sir, I Will è un album della punk band inglese dei Crass, pubblicato nel 1983.
Fu questo l'ultimo album ufficiale della band. L'album è composto da una singola traccia (divisa nelle due facciate nella versione in vinile, unica nella versione CD) che conteneva un amaro e violento attacco all'allora primo ministro Margaret Thatcher e al suo governo nel periodo immediatamente successivo alla guerra delle Falkland, cantato sopra un accompagnamento arrabbiato quasi improvvisato degli strumentisti del gruppo. Gran parte delle parole di questa canzone sono riprese dalla lunga poesia Rocky Eyed del batterista Penny Rimbaud. Nelle note di copertina dell'album sono riportate parti dell'articolo di Rimbaud The Pig's Head Controversy che originariamente erano apparse nella rivista International Anthem.
Il titolo del disco è ironico ed è ripreso da un ritaglio di giornale che riportava una conversazione che avrebbe avuto luogo tra Carlo, Principe di Galles ed un soldato gravemente ustionato (forse Simon Weston?), appena tornato dalle Falkland.
"Rimettiti presto," disse il Principe. E l'eroico soldato rispose "Sissignore, lo farò".
Un film dell'artista Gee Vaucher pensato come accompagnamento a  Yes Sir, I Will è stato presentato al Festival di film punk Stuff the Jubilee nel 2002. La traccia è stata recentemente remixata da Penny Rimbaud che ha aggiunto un'ulteriore strumentazione jazz suonata da Ingrid Laubrock (sassofono) e Julien Seigal (contrabbasso).

## Formazione
- Steve Ignorant - voce
- Joy De Vivre - voce
- Eve Libertine - voce
- Phil Free	- chitarra
- N.A. Palmer - chitarra, voce
- Pete Wright - basso
- Penny Rimbaud - batteria, voce
- Paul Ellis - pianoforte

## Tracce
1. Yes Sir, I Will – 43:55

- La versione in vinile contiene la stessa traccia divisa sulle due facciate.